# Enneapterygius miyakensis
Enneapterygius miyakensis är en fiskart som beskrevs av Fricke, 1987. Enneapterygius miyakensis ingår i släktet Enneapterygius och familjen Tripterygiidae. Inga underarter finns listade i Catalogue of Life.